# Manlio Pastorini
Manlio Pastorini (ur. 5 maja 1879 w Pistoi, zm. 8 kwietnia 1942 we Florencji) – włoski gimnastyk, medalista olimpijski.
W 1920 r. reprezentował barwy Zjednoczonego Królestwa Włoch na letnich igrzyskach olimpijskich w Antwerpii, zdobywając złoty medal w wieloboju drużynowym. 